# Forró Elek
Forró Elek (Angyalos, 1813. április 7. – Abony, 1893. január 25.) honvédezredes.

## Életútja
A kézdivásárhelyi katonai iskolában végezte tanulmányait, majd 1830-ban hadapródként lépett a császári hadsereg 39. (Dom Miguel) gyalogezredébe. 1833 és 1838 között a nemesi testőrségben szolgált. 1838-ban főhadnagyi rangban került a 11. székely határőr huszárezredbe.
1848 nyarán ezrede háromszéki osztályának élén a Délvidéken részt vett a szerb felkelők elleni harcokban. Október közepétől honvéd századosi rangban  Kolozsváron, Baldacci Manó erdélyi hadseregének vezérkarában szolgált. December végétől  őrnaggyá léptették elő, és Bem József tábornok vezérkari irodájának vezetője lett. 1849. január 13-án, Marosvásárhely felszabadítása után Bem alezredesi rangban a marosvásárhelyi katonai kerület parancsnokává nevezte ki. Erdély felszabadítása után megkapta a Magyar Katonai Érdemrend III. osztályát. Április 18-ától ezredes és a hátszegi és a románbánsági határőr kerület csapataiból alakított dévai hadosztály parancsnoka. Másfél hónapi ostrom után, május 27-én bevette Déva várát. Júniusban Bem parancsára hadosztályával hadjáratot indított az Erdélyi Szigethegység román felkelői ellen. A hadjárat eredménytelenül végződött, június 5-én a hátszegi ütközetben ő is megsebesült. Júliustól hadosztályával a Székelyföldön harcolt a betörő osztrák és orosz csapatok ellen. Augusztus 5-én csatlakozott Bem főseregéhez. Augusztus 18-án a Beke József ezredes parancsnoksága alá került dél-erdélyi csapatok maradványaival, Dévánál tette le a fegyvert.
Novemberben az aradi hadbíróság hat évi várfogságra ítélte. Az olmützi várbörtönből betegsége miatt kapott kegyelemmel szabadult 1851 februárjában. Ezután haláláig Abonyban visszavonultan élt. Bem erdélyi hadjáratát és más hadtudományi kérdéseket tárgyaló kéziratai kiadatlanok maradtak.
Híres lovas és vívó volt, számos párbajban szerepelt. „Mind az ezredénél, mind a testőrségnél a legtudományosabban képzett tisztnek tartották, a legjobb és legügyesebb lovasnak, legyőzhetetlen vívónak ösmerték, mihez bámulatos nagy fizikai ereje is járult. Megszámlálhatatlan sok párbaja volt s azokban mindig győzedelmeskedett. Soha ki nem hítt senkit, de ha kihívták, nem kerülte a párbajt. S a vas óriásnak mintha csak gyöngéd szive lett volna, ellenfelét párbajban soha nem ölte meg”.